# 玛丽·毕克馥
玛丽·毕克馥（英語：Mary Pickford，1892年4月8日—1979年5月29日），加拿大电影演员，曾获得过奥斯卡最佳女主角奖和奥斯卡終身成就奖。她有很多昵称，如"美国甜心"（""）、"小玛丽"（""）、"金色卷发的女孩"（""）。她是最早在好莱坞奋斗的加拿大演员之一，也是伟大的电影先行者之一。1929年，凭借电影《卖弄风情》获得了第二届奥斯卡最佳女主角奖。
玛丽·毕克馥对电影史上有深远的影响。她是聯藝製片公司4位創始人之一（其他3位分別為當時她的夫婿道格拉斯·费尔班克斯、以及大衛·格里菲斯、查理·卓別林）。她也是美國影藝學院36位創始人之一。

## 生平
玛丽·毕克馥出生于加拿大多伦多，原名格拉迪斯·史密斯（Gladys Smith）；下有妹妹洛蒂和弟弟傑克；她父亲很早就去世了，6岁的玛丽·毕克馥就外出表演补贴家用，接下来的9年玛丽跟随家人在美国各地表演杂耍、喜剧等等。由于自身的努力，15岁时玛丽得到了百老汇制片人大卫·贝拉斯科的注意，在他的建议下玛丽启用了艺名玛丽·毕克馥。
1908年，玛丽第一次遇到比沃格拉夫影片公司的领导者，投入了大荧幕的演出。本来玛丽是跟朋友一块加入这家公司的，后来玛丽逐渐发现公司领导对她朋友的注意力超过了自己，于是她决定离开这家公司。这段时间中，玛丽嫁给了第一任丈夫，不过因为第一次世界大战的缘故两人最终离婚了。后来玛丽遇到了一个对她个人生活和职业生涯都颇具影响的人物，格拉斯·费尔班克斯。当时费尔班克斯是好莱坞最具影响力的男明星，两人在1920年成婚。聯藝公司成立后，玛丽·毕克馥作为四名创始人之一逐渐成为了百万富翁。不过，她和费尔班克斯的婚姻没能持续下去，就在她获得奥斯卡最佳女主角的那一年两人离婚了。因为观众不能接受一个成年的玛丽·毕克馥，她在1933年就早早退休了。退休之后她在联艺公司担任副总裁，后来还写过自传和小说，期間也有一些酒精成癮的問題。
1979年5月，玛丽死於腦溢血。
1999年，美国电影学会颁布了AFI百年百大明星，在评选出25位百年來最偉大的女演员中，玛丽·毕克馥名列第24位。